# Christina Negus
 (juillet 2025).
Tina Negus (née Christina L. Batty) est une zoologiste, peintre et poète britannique à qui l'on attribue le mérite d'avoir découvert Charnia, le premier fossile précambrien jamais connu. Née en 1941, elle est passionnée de fossiles depuis son enfance. Elle a trouvé le premier spécimen de fossile en forme de fronde dans la forêt de Charnwood, dans le Leicestershire, pendant des vacances à l'été 1956. Elle étudie la zoologie, la botanique et la géographie à l'Université de Reading, en Angleterre. Elle choisi le domaine de la zoologie pour son diplôme de troisième cycle. Sa thèse de recherche se porte sur la diversité et l'abondance des moules, publiée dans le Journal of Animal Ecology en 1966, et est devenue une source d'informations fondamentale sur le degré de pollution de la Tamise,. En reconnaissance de son travail de découverte, l'Université de Reading attribue le prix Tina Negus aux étudiants diplômés en biologie depuis 2019.

## Biographie
Tina Negus est née à Grantham, dans le Lincolnshire, en Angleterre. Ayant grandie "dans des grès et des argiles du Lias" (sédiments calcaires du Jurassique inférieur, vieux d'environ 200 à 180 millions d'années) comme elle le décrit elle-même, et c'est ainsi que ses activités d'enfance consistaient à collecter des fossiles et elle connaissait aussi bien les ammonites que les bélemnites. Pendant ses vacances scolaires, elle explorait des sites géologiques intéressants tels que le Peak District et le Kent. Au cours de ses études secondaires, elle lit un petit manuel intitulé « Géologie des roches anciennes de la forêt de Charnwood, Leicestershire » (1947), de William Whitehead Watts, qui documentait les roches de Charnwood et le fait qu'elles dataient de l'époque précambrienne (datant d'il y a près de 530 millions d'années). C'est vraisemblablement ce qui l'a inspirée pour une visite de terrain à Charnwood.
Passionnée par les fossiles, elle souhaite devenir géologue et décide d'étudier la géologie à l'université, ce que son professeur de géographie en terminale lui déconseille. Elle suit alors une licence en zoologie, botanique et géographie à l'université de Reading en 1961. Elle poursuit ensuite un master en zoologie dans la même université. Après son master, elle rejoint brièvement l'université de Durham. Elle se marie ensuite et abandonne sa carrière universitaire. Elle développe alors ses talents en peinture, photographie et poésie.

## Découverte du fossile précambrien

### Première découverte
Pendant les vacances d'été de 1956, Negus persuada sa famille d'aller explorer la forêt de Charnwood sous prétexte de cueillir des myrtilles. D'après ses souvenirs, ce devait être vers juin et juillet, car les myrtilles n'étaient pas encore mûres. Sa priorité était plutôt la recherche de fossiles parmi les roches exposées les plus profondes. Munie des cartes tirées du livre de Watts, elle connaissait déjà les meilleurs emplacements à explorer. Dans une carrière abandonnée de turbidites (un type de roches sédimentaires déposées par les courants océaniques turbides ), elle trouva de larges blocs de roche inclinés pour former un mur. Les parois rocheuses étaient trop lisses et verticales pour qu'elle puisse seulement gratter le long des bases inférieures. Cachée derrière des racines et des fourrés, elle aperçut une empreinte nette sur un rocher qui ressemblait à une fougère. Elle savait également qu'il ne s'agissait pas d'une véritable fougère, car la fronde n'avait ni tige ni nervures ramifiées. Il lui semblait évident qu'il s'agissait d'un fossile dans une roche précambrienne. Ses parents n'avaient pas de relations avec les scientifiques, ils l'ont donc seulement encouragée à en parler à ses professeurs.
Pour Tina Negus, la personne la plus proche d'un scientifique en paléontologie était son professeur de géographie. En décrivant sa découverte, celui-ci lui expliqua sans détour qu'il ne pouvait y avoir de fossiles dans les roches précambriennes, que ce qu'elle avait trouvé n'était soit pas un fossile, soit des roches beaucoup plus récentes. Elle ne parvint à convaincre personne, mais sa confiance resta intacte. Pendant les vacances d'hiver de décembre de cette année-là, elle demanda à nouveau à ses parents de se rendre dans la forêt de Charnwood. Puis, munis du marteau de géologue de son père, ils tentèrent d'extraire le fossile de la dalle rocheuse, mais ils constatèrent que l'outil ne parvenait pas à fissurer la roche dure. Tina Negus prit alors un crayon et traça le fossile au pochoir sur deux feuilles de papier. Tentant d'identifier le fossile elle-même, elle chercha toutes les informations possibles dans des livres et au musée local, mais ne trouva aucune image correspondant à sa fronde ancienne. Elle conserva son pochoir au crayon dans un dossier comme indice.

### Redécouverte et identification
En mai 1957, Roger Mason, Richard Blatchford et Richard Allen, qui faisaient partis de l'école pour garçons Wyggeston Grammar School de Leicester, faisaient de l'escalade dans la forêt de Charnwood. C'est Blachford qui, le premier, remarqua l'empreinte fossile et pensa qu'il s'agissait d'une plume. Mason, alors âgé de 15 ans, descendit à l'emplacement et constata que l'empreinte ressemblait davantage à une fougère. Il savait déjà que les roches étaient précambriennes et personne ne s'attendait à un fossile de ce type à cet endroit pour cette raison. Il en prit un estampage et le montra à son père plus tard. Le père de Mason, professeur à l'université de Leicester, contacta rapidement son jeune collègue et géologue, Trevor D. Ford. Sceptique quant à la présence d'un fossile dans des roches précambriennes, Ford et les Mason se rendirent dans la forêt de Charnwood et confirmèrent la présence du fossile.

En septembre 1957, Ford, accompagné de mineurs professionnels, a excavé la roche et extrait le fossile, qui sera conservé au Leicester Museum & Art Gallery (connu sous le nom de New Walk Museum and Art Gallery avant 2022). Ford poursuivi ensuite l'exploration de la forêt de Charnwood à la recherche d'autres spécimens et découvrit cinq autres spécimens ressemblant à des fougères et douze fossiles annulaires. Après analyse, il a identifié les deux types de fossiles comme des algues, et pour le type de fossile ressemblant à une fougère, il a donné le nom scientifique Charnia masoni, en référence au lieu et à son découvreur,. Il le décrivit dans le numéro de septembre 1958 des Proceedings of the Yorkshire Geological Society, concluant ainsi :
Plusieurs spécimens de deux nouveaux types de fossiles récemment découverts dans les Woodhouse Beds de la succession précambrienne de la forêt de Charnwood sont décrits et nommés Charnia masoni et Charniodiscus concentricus . .. Les preuves indiquent qu'il s'agit d'algues.
Charnia masoni est devenu l'organisme précambrien le plus emblématique et le premier jamais connu,.

### La poursuite de Tina Négus
Ignorant que son fossile avait été décrit et signalé, Negus retourna dans la forêt de Charnwood en 1958 pour découvrir que le fossile avait été extrait de la roche et avait disparu. Dès son entrée à l'Université de Reading en 1961, elle apporta son calque fossile au géologue qui y travaillait pour identification, mais découvrit que son fossile avait été décrit trois ans plus tôt. Sa contribution à la découverte du fossile fut perdue jusqu'en 2004, lorsqu'elle vit Mason, alors géologue à l'University College de Londres, parler de la découverte de Charnia lors d'une émission de télévision. À cette époque, Charnia et d'autres fossiles édiacariens étaient devenus célèbres en tant que preuves de la vie précambrienne, qui était restée l'une des plus grandes énigmes de l'histoire de la vie sur Terre, appelée le « dilemme de Darwin »,. En introduisant la théorie de la sélection naturelle en 1859, Darwin soutint que l’absence de telles vies anciennes était «l’objection la plus évidente et la plus grave » à sa théorie,.

### Reconnaissance de la contribution de Tina Negus
Negus appela Mason et lui fit part de sa propre découverte du fossile. Mason accepta la priorité de Negus sur la découverte, déclarant plus tard : « Tina Negus a vu la fronde avant moi, mais personne ne l’a prise au sérieux ». En 2007, le rôle de Tina Negus fut reconnu à sa juste valeur lors du séminaire de l’Université de Leicester célébrant le cinquantième anniversaire de la découverte de Charnia, où elle fut invitée aux côtés de Mason et Ford,. Le séminaire se termina par la découpe du « gâteau de Charnia » par les trois participants.

## Écologie de la Tamise
Dans son cours de master en zoologie à l'Université de Reading, Negus poursuit des recherches sur l'écologie de la Tamise pour sa thèse en 1964 et se concentre sur la diversité et l'abondance des moules au sein de celle-ci. Elle publie ses découvertes dans le Journal of Animal Ecology en 1966, qui sont restées inaperçues pendant plus d'un demi-siècle. Elle y rapporte que les principales espèces de moules étaient la moule canard ( Anodonta anatina ) et la moule peintre(Unio pictorum); A. minima et U. tumidus étaient également des espèces courantes, et les plus rares étaient A. cygnea. La sélection des moules comme espèce par Negus était remarquable dans la mesure où ces animaux représentent 90 % de tous les organismes vivants enregistrés sur le lit de la Tamise en poids. L'importance de ses recherches a été reconnue et relancée en 2022 lorsque la chercheuse Isobel Ollard de l'Université de Cambridge a réétudié la même écologie des moules sur le même site. Depuis la fin des années 1960, il a été établi que les différentes caractéristiques biologiques des moules sont des indicateurs scientifiques fiables de la santé des plans d'eau,.
En 2023, Ollard a publié son enquête dans le même Journal of Animal Ecology. Ses conclusions ont révélé que les communautés générales de moules avaient diminué de près de 95 % depuis le rapport de Negus,. La population de moules-canards avait diminué jusqu'à 1,1 %, et celle de moules de peintre jusqu'à 3,2 %, tandis que les espèces rares avaient complètement disparu. Le fait alarmant ne concernait pas seulement le nombre, mais aussi la taille considérablement réduite des moules, qui est une méthode scientifique pour déterminer la détérioration de l'écosystème de la Tamise. La taille et les taux de croissance avaient diminué de 10 à 30 %. Le superviseur et co-auteur d'Ollard, David Aldridge, a expliqué l'importance de l'étude : « Bien que cela puisse sembler être une petite étude plutôt paroissiale portant sur un seul site dans une seule rivière du Royaume-Uni, elle fournit en réalité un signal d'alarme important concernant les eaux douces du monde. ». À la fin des années 1950 et au début des années 1960, la Tamise était à son plus haut niveau de pollution ; en 1957, les scientifiques du Musée d'histoire naturelle de Londres ont considéré la Tamise si polluée qu'ils l'ont déclarée « biologiquement morte », car elle ne serait plus en mesure de soutenir aucune forme de vie majeure,. Selon Ollard, les politiques de conservation de la Tamise ont empêché la disparition totale des moules et leur nombre stable, bien qu'extrêmement bas, est une indication que l'écosystème fluvial s'améliore.
En reconnaissance de son travail de pionnière, l'Université de Reading desserne le prix Tina Negus aux étudiants diplômés en biologie depuis 2019.

## Note et références
1. ↑  D'autres fossiles ont plus tard été identifiés comme appartenant au précambiren, qui ont été découverts plus tôt, comme l'Aspidella en Terre-Neuve en 1868 et Dickinsonia dans les Collines Ediacara en Australie, en 1947, mais le fait qu'il s'agisse d'organismes fossiles et leur âge géologique n'a pas été établi avant la fin des années 1960.

1. 1 2 3 4 5  (en-GB) Becky, « Tina Negus », Trowelblazers, 4 mars 2015 (consulté le 20 septembre 2024)
2. ↑  (en) Riding et Worley, « Trevor David Ford (1925–2017) », Proceedings of the Yorkshire Geological Society, vol. 63, no 1,‎ 30 mai 2020, p. 61–62 (ISSN 0044-0604, DOI 10.1144/pygs2020-001, Bibcode 2020PYGS...63...61R, lire en ligne )
3. 1 2 3  (es) Stadler, « Tina Negus (1941): "¡Alguien ha cogido mi fósil!" », Mujeres con ciencia, 31 janvier 2019 (consulté le 20 septembre 2024)
4. 1 2 3  Negus, « An account of the discovery of Charnia » [archive du 23 juillet 2011], Charnia, 2007 (consulté le 20 septembre 2024)
5. 1 2 3  (en-GB) Smalley, « Trailblazing Research », Connected, University of Reading Alumni and Supporter Engagement, 23 mars 2023 (consulté le 20 septembre 2024)
6. 1 2 3  Negus, « A Quantitative Study of Growth and Production of Unionid Mussels in the River Thames at Reading », Journal of Animal Ecology, vol. 35, no 3,‎ 1966, p. 513–532 (ISSN 0021-8790, DOI 10.2307/2489, JSTOR 2489, Bibcode 1966JAnEc..35..513N, lire en ligne )
7. 1 2 3 4 5 6  (en-US) Ollard, « Mussels are disappearing from the Thames and growing smaller – and it's partly because the river is cleaner », The Conversation, 28 novembre 2022 (consulté le 20 septembre 2024)
8. 1 2  (en) Ollard et Aldridge, « Declines in freshwater mussel density, size and productivity in the River Thames over the past half century », Journal of Animal Ecology, vol. 92, no 1,‎ 2023, p. 112–123 (ISSN 0021-8790, PMID 36437493, PMCID 10100129, DOI 10.1111/1365-2656.13835, Bibcode 2023JAnEc..92..112O)
9. 1 2 3 4 5  (es) Montoro, « La vida es compleja: Charnia masoni pudo haber sido Charnia battyae », Naukas, 15 août 2024 (consulté le 20 septembre 2024)
10. ↑  (en) William Whitehead Watts, Geology of the Ancient Rocks of Charnwood Forest, Leicestershire: With which is Included the Area about Mountsorrel; Parts of the One-inch Maps (new Series) 141, 155 and 156, Leicester Literary and Philosophical Society, 1947, 1–160 p. (lire en ligne)
11. ↑  (en) Bennett, Lowe, Gregory et Jones, « The geology of Charnwood Forest », Proceedings of the Geologists' Association, vol. 39, no 3,‎ 1928, p. 241–IN6 (DOI 10.1016/S0016-7878(28)80014-9, Bibcode 1928PrGA...39..241B, lire en ligne )
12. ↑  (en) Carney, « Revisiting the Charnian Supergroup: new advances in understanding old rocks », Geology Today, vol. 15, no 6,‎ 1999, p. 221–229 (ISSN 0266-6979, DOI 10.1046/j.1365-2451.1999.00006.x, Bibcode 1999GeolT..15..221C, lire en ligne )
13. ↑  Mason, « The discovery of Charnia masoni » [archive du 8 mars 2021], University of Leicester, 2007 (consulté le 5 avril 2016)
14. ↑  Bowers, « Precambrian fossil discoveries and new fossil localities in Charnwood Forest, Leicestershire », Mercian Geologist, vol. 18,‎ 2013, p. 91−98 (S2CID 131624603)
15. ↑  Ford, « The Ediacaran fossils of Charnwood Forest, Leicestershire », Proceedings of the Geologists' Association, vol. 91, no 1,‎ 1er janvier 1980, p. 81–83 (ISSN 0016-7878, DOI 10.1016/S0016-7878(80)80014-9, Bibcode 1980PrGA...91...81F, lire en ligne )
16. ↑  Ford, T.D., « Precambrian fossils from Charnwood Forest », Yorkshire Geological Society Proceedings, vol. 31, no 3,‎ 1958, p. 211–217 (DOI 10.1144/pygs.31.3.211, Bibcode 1958PYGS...31..211F)
17. ↑  Dunn, Wilby, Kenchington et Grazhdankin, « Anatomy of the Ediacaran rangeomorph Charnia masoni », Papers in Palaeontology, vol. 5, no 1,‎ 2019, p. 157–176 (ISSN 2056-2802, PMID 31007942, PMCID 6472560, DOI 10.1002/spp2.1234, Bibcode 2019PPal....5..157D)
18. ↑  (en) Antcliffe et Brasier, « Charnia at 50: Developmental models for Ediacaran fronds », Palaeontology, vol. 51, no 1,‎ 2008, p. 11–26 (ISSN 0031-0239, DOI 10.1111/j.1475-4983.2007.00738.x, Bibcode 2008Palgy..51...11A, lire en ligne)
19. ↑  Bowers, « Further Precambrian (Ediacaran) fossil discoveries in Charnwood Forest, Leicestershire », Mercian Geologist, vol. 18,‎ 2014, p. 175−179 (S2CID 55579161, lire en ligne)
20. ↑  (en) Mason et She, « Will there be Unexpected Geological Discoveries? », Journal of Earth Science, vol. 33, no 5,‎ 2022, p. 1337 (ISSN 1674-487X, DOI 10.1007/s12583-022-1742-x, Bibcode 2022JEaSc..33.1337M, lire en ligne)
21. ↑  Brasier et Antcliffe, « Paleobiology. Decoding the Ediacaran enigma », Science, vol. 305, no 5687,‎ 20 août 2004, p. 1115–1117 (ISSN 1095-9203, PMID 15326344, DOI 10.1126/science.1102673, lire en ligne )
22. ↑  (en) Kutschera et Niklas, « The modern theory of biological evolution: an expanded synthesis », Naturwissenschaften, vol. 91, no 6,‎ 2004, p. 255–276 (ISSN 0028-1042, PMID 15241603, DOI 10.1007/s00114-004-0515-y, Bibcode 2004NW.....91..255K, lire en ligne )
23. ↑  (en) Conway Morris, « Darwin's dilemma: the realities of the Cambrian 'explosion' », Philosophical Transactions of the Royal Society B: Biological Sciences, vol. 361, no 1470,‎ 29 juin 2006, p. 1069–1083 (ISSN 0962-8436, PMID 16754615, PMCID 1578734, DOI 10.1098/rstb.2006.1846)
24. ↑  (en) Charles Darwin, On the Origin of Species by Means of Natural Selection, London, John Murray, 1859 (lire en ligne), p. 280
25. ↑  (en) Burchfield, « Darwin and the Dilemma of Geological Time », Isis, vol. 65, no 3,‎ 1974, p. 301–321 (ISSN 0021-1753, DOI 10.1086/351300, JSTOR 228955, lire en ligne )
26. ↑  Brasier, Antcliffe et Callow, « Leicester's fossil celebrity: Charnia and the evolution of early life », University of Leicester Publication,‎ 2007 (S2CID 209753590)
27. ↑  (en-GB) « Discovering Charnia », Charnwood Forest Geopark (consulté le 27 janvier 2025)
28. ↑  (en-US) Cassella, « How 2 Teens Accidentally Solved Charles Darwin's Most Vexing Problem », ScienceAlert, 5 août 2023 (consulté le 5 mars 2025)
29. ↑  (en) « Mussel survey in River Thames - University of Reading », www.reading.ac.uk, 2 novembre 2022 (consulté le 13 novembre 2024)
30. ↑  (en) Seed, « Factors Influencing Shell Shape in the Mussel Mytilus Edulis », Journal of the Marine Biological Association of the United Kingdom, vol. 48, no 3,‎ 1968, p. 561–584 (ISSN 1469-7769, DOI 10.1017/S0025315400019159, Bibcode 1968JMBUK..48..561S, lire en ligne )
31. ↑  (en) Lopes-Lima, Sousa, Geist et Aldridge, « Conservation status of freshwater mussels in Europe: state of the art and future challenges: Conservation of European freshwater mussels », Biological Reviews, vol. 92, no 1,‎ 2017, p. 572–607 (PMID 26727244, DOI 10.1111/brv.12244, hdl 10198/15259, lire en ligne )
32. 1 2  (en) Ashworth, « Mussels in the Thames have declined by 95% since the 1960s », www.nhm.ac.uk, 28 novembre 2022 (consulté le 13 novembre 2024)
33. ↑  (en) « Mussel survey reveals alarming degradation of River Thames ecosystem since the 1960s | University of Cambridge », www.cam.ac.uk, 28 novembre 2022 (consulté le 13 novembre 2024)
34. ↑  (en) « The State Of The Thames 2021 », www.zsl.org, 21 novembre 2021 (consulté le 13 novembre 2024)
35. ↑  (en) Aridi, « Once Deemed 'Biologically Dead,' a New Report Shows London's River Thames Recovering », Smithsonian Magazine, 21 décembre 2021 (consulté le 13 novembre 2024)